# Liste des amphibiens de Chypre

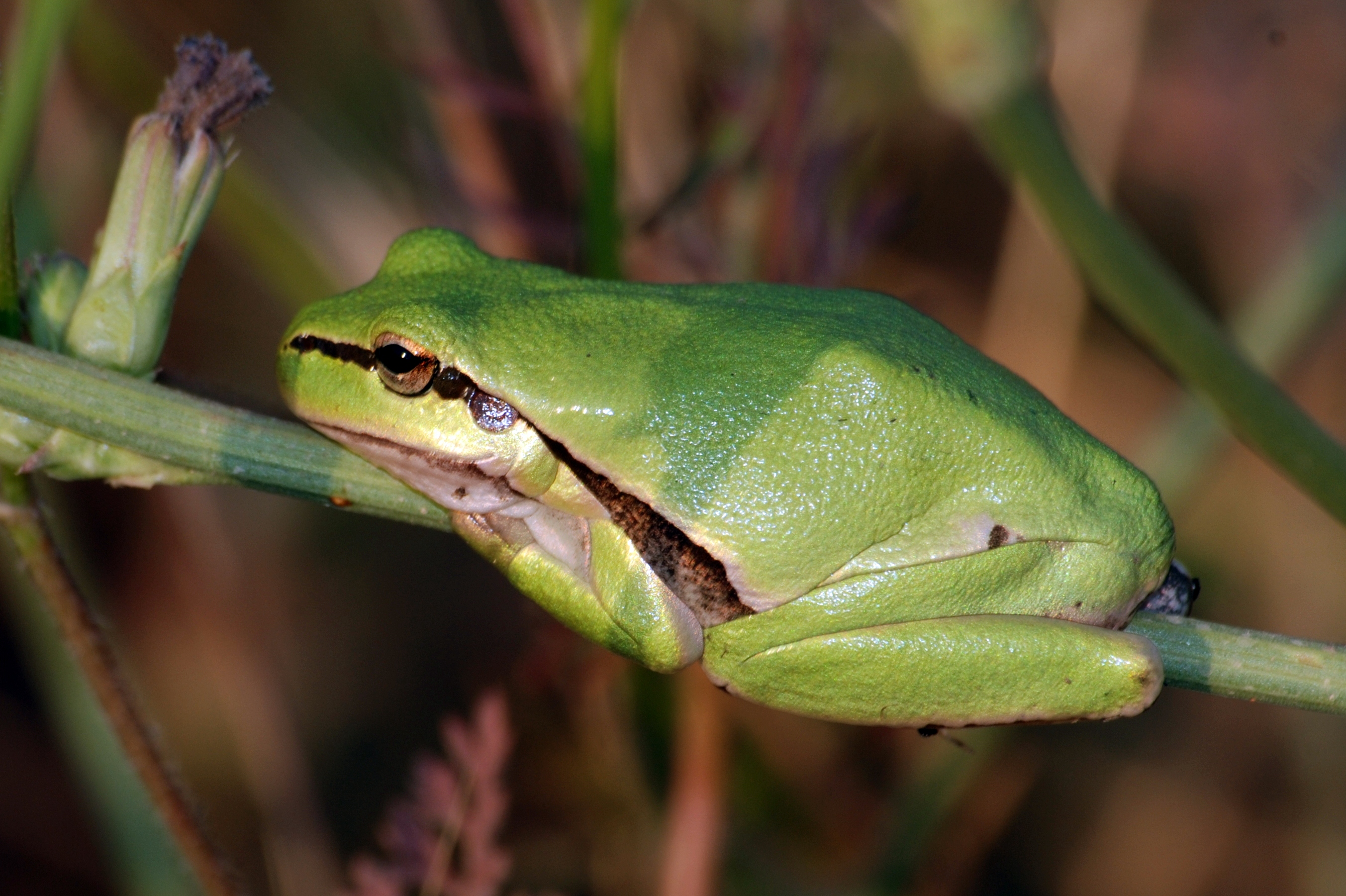
Hyla savignyi, grenouille arboricole du Moyen-Orient

Il y a trois espèces d'amphibiens enregistrées à Chypre.

## Grenouilles et crapauds
Famille des Bufonidae :
- Bufotes cypriensis Litvinchuk, Mazepa, Jablonski, Dufresnes, 2019[2]

Famille des Hylidae :
- Hyla savignyi (Audouin, 1827)

Famille des Ranidae :
- Pelophylax cypriensis Ploetner, Baier, Akın, Mazepa, Schreiber, Beerli, Litvinchuk, Bilgin, Borkin, Uzzell, 2012 (anciennement classée comme Pelophylax bedriagae)[3]